# 硫黄島〜戦場の郵便配達〜
硫黄島〜戦場の郵便配達〜（いおうじま せんじょうのゆうびんはいたつ）は2006年12月9日の午後9時から11時9分までフジテレビ系列で放送された、硫黄島の戦いを主題にドラマとドキュメンタリー映像を組み合わせて製作された番組である。

## 概要
本作のドラマ部分では、アメリカ軍が迫る硫黄島に向け、決死の覚悟で輸送任務を行う根本正良海軍少尉と市丸利之助海軍少将（ともに実在の人物）との交流を、ドキュメンタリー部分では市丸少将の遺族や硫黄島から生還した兵士の証言を中心に製作されている。
この作品のために実物大の一式陸上攻撃機が再現され、TVドラマとしては初めて撮影クルーが硫黄島にある海軍地下司令部壕に入った。

## 登場人物
- 根本正良：伊藤淳史－海軍航空隊少尉（1920年6月29日-2002年8月29日）
- 上野重郎：伊崎充則－根本正良の同期生
- 市丸利之助：藤竜也－海軍少将
- 市丸スエ子：手塚理美－市丸利之助の妻
- 市丸晴子：伊藤沙莉－市丸家の長女、本人出演
- 市丸俊子：中西夢乃－市丸家の二女、志村姓にて本人出演
- 市丸美恵子：山内菜々－市丸家の三女、本人出演
- 市丸鳳一郎：興野眞廣－市丸家の長男
- 赤田邦雄：鈴木浩介－海軍少佐
- 松本巌：勝村政信－海軍上等兵曹→（元）海軍上等兵曹
- 斎藤健：森廉－野戦郵便局員
- 中村公一：阿南健治－野戦郵便局員
- 村上治重：半海一晃－海軍大尉（通信参謀）
- 寺島政男：温水洋一－中年兵
- 大曲覚：本人出演－海軍整備隊
- 淺野汜子：本人出演
- 池田道子：本人出演
- 小島いと：本人出演－硫黄島で夫を亡くした
- 大越春則：本人出演－海軍特別年少兵
- 打越早苗：本人出演－松本巌の長女
- 中丸新将
- 朝倉伸二
- 河野洋一郎
- 宮路佳伴
- 不破万作
- 泉晶子
- 佐藤義男：福井博章－根本機・偵察員、本人出演
- 橘光男：山根和馬－根本機・主操縦士
- 田畑一男：高橋努－根本機・副操縦士
- 山田巌：小野賢章－根本機・電信員
- 稲宮誠
- 柳野コーセイ
- 柄本時生
- 山崎画大
- 鴻明
- 宮下裕治
- 木村昇

ほか

## スタッフ
- 企画：成田一樹、立松嗣章
- 脚本：末谷真澄、山村一間
- 演出：田島大輔、大川卓弥
- 音楽：福島祐子
- エンディングテーマ：河口恭吾「愛～hikari～」
- 美術協力：中田商店
- ロケ協力：ロケ応援団!富士宮、小山町フィルムコミッション、常総フィルムコミッション、東京海洋大学、木更津市 ほか
- 技術協力：アップサイド
- 美術協力：フジアール
- スタジオ：府中多摩スタジオ
- 編集・MA：バウムレーベン、スタジオヴェルト
- プロデュース：成田一樹、中津留誠、西田治彦
- 製作協力：FCC、ジン・ネット
- 製作著作：フジテレビジョン

## 補足
なお、劇中では一式陸上攻撃機を「戦闘機」と呼んでいるが、実際には攻撃機という部類に属する。
詳しくは一式陸上攻撃機及び攻撃機#種類を参照。